# Elecciones municipales de San Martín de 1993
Las elecciones municipales de San Martín de 1993 se llevaron a cabo el 29 de enero de 1993 para elegir al alcalde y al Concejo Provincial de San Martín para el periodo 1993-1995. La elección se celebró simultáneamente con elecciones municipales en todo el país.

## Sistema electoral
La Municipalidad Provincial de San Martín es el órgano administrativo y de gobierno de la provincia de San Martín. Está compuesta por el alcalde y el Concejo Provincial.
La votación del alcalde y el concejo se realiza en base al sufragio universal, que comprende a todos los ciudadanos nacionales mayores de dieciocho años, empadronados y residentes en la provincia de San Martín y en pleno goce de sus derechos políticos, así como a los ciudadanos no nacionales residentes y empadronados en la provincia de San Martín.
El Concejo Provincial de San Martín está compuesto por 19 regidores elegidos por sufragio directo para un período de tres (3) años, en forma conjunta con la elección del alcalde (quien lo preside). La votación es por lista cerrada y bloqueada. Se asigna a la lista ganadora los escaños según el método d'Hondt o la mitad más uno, lo que más le favorezca. Es elegido como alcalde el candidato que ocupe el primer lugar de la lista que haya obtenido la más alta votación.

## Composición del Concejo Provincial de San Martín
La siguiente tabla muestra la composición del Concejo Provincial de San Martín antes de las elecciones.
| Partidos | Partidos                  | Regidores |
| -------- | ------------------------- | --------- |
|          | Acción Popular            | 11        |
|          | Izquierda Unida           | 4         |
|          | Partido Aprista Peruano   | 3         |
|          | Partido Popular Cristiano | 1         |

## Partidos y candidatos
A continuación se muestra una lista de los principales partidos y alianzas electorales que participaron en las elecciones:
| Candidatura | Candidatura | Partidos y alianzas | Candidatos | Candidatos                  | Ideología                                               | Resultado previo | Resultado previo | Ref. |
| Candidatura | Candidatura | Partidos y alianzas | Candidatos | Candidatos                  | Ideología                                               | Votos (%)        | Reg.             | Ref. |
| ----------- | ----------- | --- | ---------- | --------------------------- | ------------------------------------------------------- | ---------------- | ---------------- | ---- |
|             | AP          | Lista - Acción Popular (AP) |            | Víctor Coral Pérez          | Humanismo Nacionalismo cívico Reformismo                | 58.44%           | 11               |      |
|             | IU          | Lista - Izquierda Unida (IU) – Unión de Izquierda Revolucionaria (UNIR) – Partido Comunista Peruano (PCP) – Frente Obrero Campesino Estudiantil y Popular (FOCEP) |            | Rolando Reátegui Lozano     | Marxismo-leninismo Mariateguismo Socialismo democrático | 16.91%           | 4                |      |
|             | APRA        | Lista - Partido Aprista Peruano (APRA) |            | Rafael Saavedra Saavedra    | Aprismo                                                 | 15.40%           | 3                |      |
|             | IND         | Lista - Lista Independiente N° 3 |            | Carlos Vidaurre García      | Localismo sanmartinense                                 | Nuevo            | Nuevo            |      |
|             | IND         | Lista - Lista Independiente N° 5 |            | Guillermo Reátegui Reátegui | Localismo sanmartinense                                 | Nuevo            | Nuevo            |      |
|             | IND         | Lista - Lista Independiente N° 7 |            | Samuel Dávila Samame        | Localismo sanmartinense                                 | Nuevo            | Nuevo            |      |
|             | IND         | Lista - Lista Independiente N° 9 |            | Luis Arévalo del Águila     | Localismo sanmartinense                                 | Nuevo            | Nuevo            |      |

## Resultados

### Sumario general
|                        |                                |              |              |              |           |           |
| Partidos y coaliciones | Partidos y coaliciones         | Voto popular | Voto popular | Voto popular | Regidores | Regidores |
| Partidos y coaliciones | Partidos y coaliciones         | Votos        | %            | ±pp          | Total     | +/−       |
|                        | Acción Popular (AP)            | 16,704       | 61.16        | +2.72        | 13        | +2        |
|                        | Lista Independiente N° 9       | 3,122        | 11.43        | n/a          | 2         | +2        |
|                        | Partido Aprista Peruano (APRA) | 2,401        | 8.79         | –6.61        | 2         | –1        |
|                        | Lista Independiente N° 5       | 1,768        | 6.47         | n/a          | 1         | +1        |
|                        | Lista Independiente N° 7       | 1,518        | 5.56         | n/a          | 1         | +1        |
|                        | Izquierda Unida (IU)           | 1,162        | 4.25         | –12.66       | 0         | –4        |
|                        | Lista Independiente N° 3       | 639          | 2.34         | n/a          | 0         | ±0        |
|                        |                                |              |              |              |           |           |
| Total                  | Total                          | 27,314       |              |              | 19        | ±0        |
|                        |                                |              |              |              |           |           |
| Votos válidos          | Votos válidos                  | 27,314       | 77.94        | +0.25        |           |           |
| Votos en blanco        | Votos en blanco                | 1,004        | 2.87         | –0.79        |           |           |
| Votos nulos            | Votos nulos                    | 6,725        | 19.19        | +0.54        |           |           |
| Votos emitidos         | Votos emitidos                 | 35,043       | 62.32        | –1.78        |           |           |
| Abstenciones           | Abstenciones                   | 21,191       | 37.68        | +1.78        |           |           |
| Votantes registrados   | Votantes registrados           | 56,234       |              |              |           |           |
|                        |                                |              |              |              |           |           |
| Fuente:                |                                |              |              |              |           |           |

## Elecciones municipales distritales

### Resultados por distrito
La siguiente tabla enumera el control de los distritos de la provincia de San Martín. El cambio de mando de una organización política se resalta del color de ese partido.
| Distrito             | Alcalde(sa) titular        | Partido político | Partido político          | Alcalde(sa) electo(a)       | Partido político | Partido político          |
| -------------------- | -------------------------- | ---------------- | ------------------------- | --------------------------- | ---------------- | ------------------------- |
| Alberto Leveau       | Jaime del Águila Pinchi    |                  | Izquierda Unida           | Washington Saldaña Pizango  |                  | Acción Popular            |
| Cacatachi            | Roaldo Archenti Ramírez    |                  | Acción Popular            | Roaldo Archenti Ramírez     |                  | Acción Popular            |
| Chazuta              | Javier Shapiama Tuanama    |                  | Partido Popular Cristiano | Javier Shapiama Tuanama     |                  | Partido Popular Cristiano |
| Chipurana            | Víctor Dávila del Castillo |                  | Acción Popular            | Segundo Torrejón Góngora    |                  | Partido Aprista Peruano   |
| El Porvenir          | Gerber Dávila Shapiama     |                  | Cambio 90                 | Wilfredo Paredes del Águila |                  | Acción Popular            |
| Huimbayoc            | José Apagueño Shapiama     |                  | Partido Popular Cristiano | Rafael Flores Chasnamote    |                  | Acción Popular            |
| Juan Guerra          | Tobías del Águila Arce     |                  | Izquierda Unida           | Mamerto Torres Ruiz         |                  | Acción Popular            |
| La Banda de Shilcayo | Juan Salas Arévalo         |                  | Acción Popular            | Juan Salas Arévalo          |                  | Acción Popular            |
| Morales              | José del Águila Ríos       |                  | Acción Popular            | Geiger Arévalo Salas        |                  | Acción Popular            |
| Papaplaya            | Urbano Valcárcel Salva     |                  | Acción Popular            | Marcos Torrejón Linares     |                  | Partido Popular Cristiano |
| San Antonio          | Odilio Gonzales Flores     |                  | Acción Popular            | Juan Vásquez Vásquez        |                  | Acción Popular            |
| Sauce                | Sergio Moreno Samaniego    |                  | Lista Independiente N° 5  | César Medina García         |                  | Lista Independiente N° 5  |
| Shapaja              | Víctor Rojas Villegas      |                  | Acción Popular            | Reninger Hidalgo García     |                  | Lista Independiente N° 5  |